# Соруш, Абдолкарим
Абдол(ь)карим Соруш (перс. عبدالكريم سروش‎, р. 1945, Тегеран) — иранский философ, реформатор, исследователь творчества Руми, бывший профессор Тегеранского университета. В 1980—1990 годы был неформальным лидером движения «исламских демократов». В настоящее время — приглашённый лектор в Джорджтаунском университете (Вашингтон, округ Колумбия), до этого был лектором в нескольких других престижных американских вузах. В 2000-м году журнал Time внёс Соруша в список ста наиболее влиятельных людей мира.

## Биография
В молодости изучал медицину сначала в Иране, затем продолжил обучение в Лондоне. Получил степень доктора по аналитической химии, после чего занялся исследованиями по истории и философии науки в Челси-колледже. Активно участвовал в общественной жизни иранской общины в Великобритании, тем более, что в иранском обществе в то время росло недовольство шахским режимом Мохаммеда Реза Пехлеви.
После Исламской революции вернулся в Иран, где была опубликована его книга «Знание и ценность» (Danesh va Arzesh). Стал сотрудником Тегеранского колледжа по подготовке учителей, где он был назначен директором вновь образованной Группы исламской культуры. Продолжил исследования по философии и истории науки.
Через год после этого в Иране были закрыты все университеты, а вместо них был образован единый орган по контролю за образованием — Институт культурной революции, состоявший из 7 членов, назначаемых лично Хомейни. Одним из членов стал Соруш. Новый орган отвечал за полную переработку университетских программ, прежде чем университеты откроются вновь.
В 1983 перешёл из колледжа в Институт культурных исследований. Одновременно он подал в отставку с поста члена Совета культурной революции и с тех пор не занимал официальных должностей.
В 1990-е Соруш всё более критически рассматривает роль духовенства. Свои взгляды он излагал на страницах издаваемого им журнала «Киян», где были опубликованы его статьи по религиозному плюрализму, герменевтике, проблемам толерантности, клерикализма и др. Журнал был закрыт властями в 1998 году. Вскоре после этого Соруш под давлением властей был уволен с работы. Лекции Соруша распространялись в множестве магнитофонных записей по стране, передавались иранскими и зарубежными радиостанциями. На его лекции нередко врывались религиозные фанатики, пытаясь ему помешать.
С 2000 года и по настоящее время Соруш — приглашённый профессор в Гарвардском университете, где он ведёт предметы «Поэзия и философия Руми», «Ислам и демократия», «Коранические исследования и философия исламского права». Кроме того, он преподавал в ряде других вузов, в том числе в Научном колледже Берлина.
Философия Соруша затрагивает главным образом проблемы следующих различий:
- между «религией» и «нашим пониманием религии».
- между «существенными» и «случайными» сторонами религии.
- между «минималистской» и «максималистской» интерпретацией ислама.
- между ценностями и моралью, которые считаются присущими исламу, и которые считаются «внешними» для ислама.
- между религиозной «верой» и религиозной «убеждённостью».
- между религией как идеологией/осознанием принадлежности к общине и религией как истиной.

Политическая теория Соруша основывается на идеях Т. Гоббса и авторов Конституции США. Он рассматривает людей как слабые существа, подверженные искушениям и хищническим инстинктам, а следовательно, нуждающихся в прозрачном и эффективном правительстве. Он полагает, что вера в прирождённую доброту человека, свойственная утопистам и исламским фундаменталистам, недооценивает социальное зло и необходимость системы сдержек и противовесов в правительстве. Соруш является автором концепции «религиозной демократии».

## Сокращённый перечень сочинений
- Диалектический антагонизм (на персидском языке), Тегеран 1978
- Философия истории (на персидском языке), Тегеран 1978
- Что такое наука, что такое философия (на персидском языке), 11-е изд., Тегеран 1992
- Беспокойная натура Вселенной (на персидском и турецком языках), переиздано в Тегеране 1980
- Сатанинская идеология (на персидском языке), 5-е изд., Тегеран 1994
- Знание и ценность (на персидском языке)
- Обзор созданного: Лекции по этике и гуманитарным наукам (на персидском языке), 3-е изд., Тегеран 1994
- Теоретическое сужение и распространение религии: Теория эволюции религиозного знания (на персидском языке), 3-е изд., Тегеран 1994
- Лекции по философии социальных наук: Герменевтика в социальных науках (на персидском языке), Тегеран 1995
- Проницательность, интеллектуализм и благочестие (на персидском языке), Тегеран 1991
- Характеристика благочестивого: Замечания к лекции Имама Али о Благочестивом (на персидском языке), 4-е изд., Тегеран 1996
- Басня о Властелинах Проницательности (на персидском языке), 3-е изд., Тегеран 1996
- Мудрость и живость: Замечания к письму Имама Али Имаму Хасану (на персидском языке), 2-е изд., Тегеран 1994
- Прочнее, чем идеология (на персидском языке), Тегеран 1994
- Эволюция и деволюция религиозного знания, в сборнике: Kurzman, Ch. (ed.): Liberal Islam, Oxford 1998 (на английском языке)
- Политические письма (2 тома), 1999 (на персидском языке).
- Разум, свобода и демократия в Исламе: Избранные сочинения Абдолькарима Соруша / Reason, Freedom and Democracy in Islam, Essential writings of Adbolkarim Soroush, translated, edited with a critical introduction by M. Sadri and A. Sadri, Oxford 2000 (на английском языке).
- Интеллектуализм и религиозное осуждение (на персидском языке)
- Мир, в котором мы живём (на персидском и турецком языках)
- Басня о любви и рабской зависимости (на персидском языке)
- Окончательная редакция «Матнави» Руми (на персидском языке), 1996
- Толерантность и управление (на персидском языке), 1997
- Прямые пути, Эссе о религиозном плюрализме (на персидском языке), 1998
- Распространение пророческого опыта (на персидском языке), 1999

## О нём
- Ashk Dahlén, Islamic Law, Epistemology and Modernity, New York, 2003. ISBN 0-415-94529-1 / ISBN 978-0-415-94529-5.